# 歩兵第142連隊
昭和15年8月、歩兵第142連隊は島根県松江市に於て編成。
同12月4日、軍旗を親授された。
1941年（昭和16年）6月、歩兵第122連隊（編成地：松山）とともに、新設の第65独立歩兵団の隷下に入る。
同8月、第65独立歩兵団に新設の歩兵第141連隊（編成地：福山）も加わり、3個歩兵連隊編成となる。
10月8日、太平洋戦争開戦のため、第65独立歩兵団は動員され、工兵隊・通信隊・野戦病院を加えて第65旅団を編成。
旅団は、占領地治安警備の第二戦用部隊で、砲兵、輜重を欠き、歩兵連隊は通常連隊の3分の2である2コ大隊編成で、装備も次等級の軽装備、将兵7300名の部隊であった。
昭和16年11月23日　第14軍隷下に入り、広島県宇品港出航して台湾に上陸。
昭和16年12月8日　（宣戦布告）　
昭和16年12月30日　台湾高雄港から出航。
昭和17年元旦　フィリピン ルソン島に上陸。
デルナビアンに到着、先行していた48師団と戦線交代。
フィリピンの戦いにおけるバターン半島攻略戦でマッカーサー指揮の米比軍十余万との激戦に投入されたが、砲兵火力の不足などのため苦戦する。
第1次バターン攻略戦（1月9日～2月8日）
昭和17年1月9日、第65旅団（第16師団歩兵第9連隊を臨時に配属）はバターン半島入り口のナチブ山周辺の米比軍防衛線へ攻撃を開始した。
だが米比軍のバターン半島陣地は、米比軍がオレンジ計画に基づいて構築していた、ナチブ山周辺の第一線、激戦地となったサマット山を含めバガックからピラーに至る第二線、マリベレス山周辺の第三線と巧妙な陣営配置を控えており、アメリカ軍フィリピン師団による有効な反撃により、第65旅団には死傷者が続出した。
昭和17年1月26日までに米比軍を最も強化された防衛線第二線へ後退させたが、ここに攻めかかった第65旅団は兵力の3分の2を失い、幹部も多数が戦死した。
昭和17年2月8日、軍司令官の本間中将は攻撃停止を指示し、日本軍の攻勢は中断に至った。
バターン半島攻略のため、中支から第4師団（大阪）と永野支隊、香港から香港攻略戦を終えた第一砲兵隊がバターン半島へ集結し、航空部隊は飛行第60、第62、第16戦隊が増強された。
第2次バターン攻略戦（3月24日～4月10日）
昭和17年3月24日以降、日本軍の攻撃機は連日爆撃を行った。
昭和17年4月3日より地上部隊による第2次総攻撃が開始された。第一砲兵隊の重砲群がサマット山麓の米比軍陣地に砲撃を加え、前進を開始した第4師団と第65旅団は初日から予定よりも長い距離を突破した。
ここまで米比軍の防御の中核を担ってきたフィリピン師団も、長きにわたった戦いの中で反撃の余力は尽き、日本軍は第二線、第三線の防御線を相次いで突破し前進した。バターン半島で多数の犠牲者を出しナチブ山、サマット山を攻略した。　
昭和17年4月9日、バターン半島総司令官のエドワード・キング少将が降伏を申し入れ、残余の部隊も11日までに大半が降伏した。捕虜は日本軍が推定していた人数の2倍以上の7万人に上った。
昭和17年4月10日、米比軍遂に降伏。
ルソン島平定作戦後、歩兵第142連隊は第65旅団の隷下を離れ第14軍直卒となり、フィリピン中部を警備。
昭和18年11月16日、歩兵第142連隊は、同じフィリピン駐屯の第16師団隷下の第16歩兵団を司令部として抽出して新設された独立混成第33旅団の主力となり解隊。
歩兵第142連隊の軍旗は皇居に返納し、独立混成第33旅団には善通寺編成の4コ大隊等を増加されルソン島守備を行った。
その後、昭和19年6月15日、独立混成第33旅団は復帰し歩兵第105師団の主力となり、フィリピン決戦を迎えた。